# クリエイターズネクスト
株式会社クリエイターズネクスト（英: Creator's NEXT,Inc.）は、東京都港区に本社を置き、ウェブ解析やデータサイエンス・AI実装などを主な業務とする日本の企業である。

## 沿革
- 2004年10月 - 窪田望が慶應義塾大学総合政策学部に在学中に有限会社クリエイターズネクスト設立。
- 2019年6月15日 - 3万3000人のウェブ解析士の中から、代表の窪田望がBest of the Best2018に選出。[1]
- 2020年4月27日 - 3万8000人のウェブ解析士の中から、代表の窪田望がBest of the Best2019に２期連続で選出。[2]
- 2020年10月21日 - 深層学習と量子コンピューターを活用した特許を取得。（特許6774129）[3]